# آرائیک هوسپیان
آرائیک روبیکی هوسپیان (روسی: Араик Рубикович Овсепян؛ زادهٔ ۲۶ ژانویهٔ ۱۹۹۵) بازیکن فوتبال ارمنی‌تبار اهل روسیه است.

## باشگاهی
از باشگاه‌هایی که در آن بازی کرده‌است می‌توان به باشگاه فوتبال کراسنودار اشاره کرد.